# Dixa neoaliciae
Dixa neoaliciae är en tvåvingeart som beskrevs av Garrett 1924. Dixa neoaliciae ingår i släktet Dixa och familjen u-myggor. Inga underarter finns listade i Catalogue of Life.